# Гатри, Хью
Хью Га́три, PC KC (англ. Hugh Guthrie; 13 августа 1866 года, Гуэлф, Верхняя Канада — 3 ноября 1939 года, Оттава, Канада) — канадский политик и юрист. Занимал ряд министерских постов в правительствах Роберта Бордена, Артура Мейена и Р. Б. Беннета: Генеральный солиситор Канады (1917—1921), Министр милиции и обороны Канады (1920—1921), министр национальной обороны Канады (1926), министр юстиции и генеральный прокурор Канады (1930—1935; и. о. в 1926). Начал карьеру как член Либеральной партии, затем перешёл в Консервативную партию, где стал её временным лидером и временным лидером оппозиции (1926—1927).

## Биография
Родился в Гуэлфе, в то время входившем в британскую колонию Верхняя Канада (ныне провинция Онтарио). Его родителями были Дональд Гатри, канадский политик шотландского происхождения, и Элиза Маргарет Гатри. Кроме Хью, в семье было ещё двое детей — его сестра Джесси Патриция (род. 1865) и брат Норман (род. 1877). Хью получил начальное образование у Гуэлфе, затем учился в Школе права в Осгуд-Холле, по окончании которой стал адвокатом. В 1902 году получил титул королевского адвоката.
На федеральных выборах 1900 года Хью Гатри, представлявший Либеральную партию, был впервые избран в Палату общин от округа Веллингтон Юг, который в 1876—1882 годах представлял его отец. На выборах он одержал победу над действующим депутатом, консерватором Кристианом Клопфером. Переизбирался как либерал в 1904, 1908 и 1911 годах. На федеральных выборах 1917 года победил как кандидат от Юнионистской партии. В эту партию вошли члены Консервативной партии, которая выступала за активное участие Канады в Первой мировой войне, а также занимавшие те же позиции по вопросу о войне либералы, в числе которых был и Гатри.
Перейдя в Юнионистскую партию, Гатри быстро стал одним из её лидеров. Во втором кабинете Роберта Бордена (1917—1920) он занял пост генерального солиситора. В кабинете Артура Мейена (1920—1921) он сохранил этот пост, став одновременно министром милиции и обороны. Он стал одним из немногих либерал-юнионистов, которые остались с консерваторами после распада Юнионистской партии — большинство либо вернулись в Либеральную партию, либо вступили в новую Прогрессивную партию Томаса Крерара. На федеральных выборах 1921 года Гатри был переизбран, однако лишился министерских постов, так как его партия проиграла выборы.
В июне 1926 года, после дела Кинга — Бинга премьер-министр Уильям Лайон Макензи Кинг был вынужден уйти в отставку, после чего Артур Мейен вновь сформировал правительство. В этом кабинете Гатри занял пост министра национальной обороны, также был и. о. министра юстиции . Однако уже в сентябре 1926 года правительство Мейена пало по итогам очередных выборов. После выборов Гатри стал временным лидером Консервативной партии и сменил Мейена, потерявшего место в парламенте, на посту лидера официальной оппозиции.
В 1927 году прошла партийная конвенция, на которой консерваторы должны были избрать постоянного лидера. В ходе конвенции Гатри потерпел сокрушительное поражение от Ричарда Бэдфорда Беннетта. Будущий премьер Канады Джон Дифенбейкер, бывший делегатом этой конвенции, писал в своих мемуарах, что Гатри, бывший либерал, потерял шансы на победу после того, как в одной из своих речей оговорился и назвал эту конвенцию «величайшей либеральной конвенцией в истории».
На федеральных выборах 1930 года консерваторы, возглавляемые Беннеттом, одержали внушительную победу, а Гатри был вновь переизбран. В новом правительстве он был назначен министром юстиции и генеральным прокурором. На этом посту он отметился как сторонник бескомпромиссной борьбы с коммунизмом, рабочим движением и другими силами, оппозиционными правительству Беннетта и усилившимися на фоне Великой депрессии. По инициативе Гатри был заключён в тюрьму за подстрекательство к мятежу ряд членов Коммунистической партии Канады, включая её лидера Тима Бака. В 1933 году, во время подавления бунта в тюрьме, солдаты попытались убить Бака, однако тому удалось выжить. Гатри был вынужден признать, что попытка убийства Бака была преднамеренной: общественный резонанс, вызванный этим делом, вынудил власти выпустить лидера коммунистов на волю. В 1933 году по инициативе Гатри был принят закон, запрещающий ношение оружия без разрешения властей. В 1935 году был расстрелян мирный марш на Оттаву, организованный безработными Британской Колумбии. По приказу Бенетта и Гатри Королевская канадская конная полиция применила против безработных слезоточивый газ и огнестрельное оружие. В Палате общин Гатри заявил, что протестующие «представляют собой явную угрозу миру, порядку и доброму правлению Канады». Действия Гатри неоднократно подвергались критике оппозиции и правозащитников. Так, в 1935 году министр юстиции вступил в конфликт с депутатом от Прогрессивной партии Агнес Макфейл, которая потребовала провести расследование нарушений прав человека, в частности случаев избиения заключённых, в канадских тюрьмах.
В 1931 году Гатри возглавил канадскую делегацию в Лиге Наций.
Гатри не баллотировался на федеральных выборах 1935 года, уйдя из политики в возрасте 69 лет. Четыре года спустя он скончался.

## Семья
Хью Гатри был женат на Мод Генриетте Скарф, дочери предпринимателя из Гуэлфа Томаса Х. Скарфа.